# Dmitrij Cygurov
Dmitrij Gennad'evič Cygúrov (in russo Дмитрий Геннадьевич Цыгуров?; Čeljabinsk, 18 marzo 1967) è un allenatore di hockey su ghiaccio ed ex hockeista su ghiaccio russo, dal 2017 allenatore della squadra femminile dell'Ambrì-Piotta.

## Carriera

### Giocatore
Cresciuto nell'Uritskogo Kazan', con cui disputa il campionato sovietico di seconda divisione, nel 1987 fa parte della spedizione mondiale Under-20 e si trasferisce nello SKA Sverdlovsk. Nel 1988 fa il proprio esordio in massima divisione con la maglia del Traktor Čeljabinsk, dove gioca in tutto due stagioni. Qui è allenato dal padre Gennadij.
Nel 1990 si trasferisce in Jugoslavia e per due anni milita nella Stella Rossa. Cambia ancora squadra nel 1992, raggiungendo il Como nella seconda divisione italiana, la Serie B1. Resta in Italia fino al 1996, giocando a Milano l'ultima stagione, con la maglia dei Devils, in Serie A e in Alpenliga.
Trasferitosi in Svizzera nel 1996-1997, gioca due partite in Lega Nazionale A con l'Ambrì-Piotta e otto gare di Lega Nazionale B con il Lucerna. A fine stagione lascia l'attività agonistica per poi riprenderla dopo dieci anni, in Seconda Lega con il Biasca 3 Valli, ma solo per poche partite.

### Allenatore
Dal 2009-2010 è allenatore delle squadre giovanili del Lugano. In precedenza aveva guidato, sempre a livello giovanile, l'Ambrì-Piotta. Nel 2011-2012 ha guidato i "Novizi" bianconeri al terzo posto nel campionato svizzero di categoria.

## Palmarès
- Campionato jugoslavo di hockey su ghiaccio: 1

Stella Rossa: 1991-1992
- Coppa jugoslava di hockey su ghiaccio: 1

Stella Rossa: 1991-1992